# Echte Streckspringer
Die Echten Streckspringer (Marpissa) sind eine Gattung aus der Familie der Springspinnen (Salticidae), die wiederum zur Ordnung der Webspinnen zählt. Die Gattung ist fast weltweit verbreitet.

## Merkmale

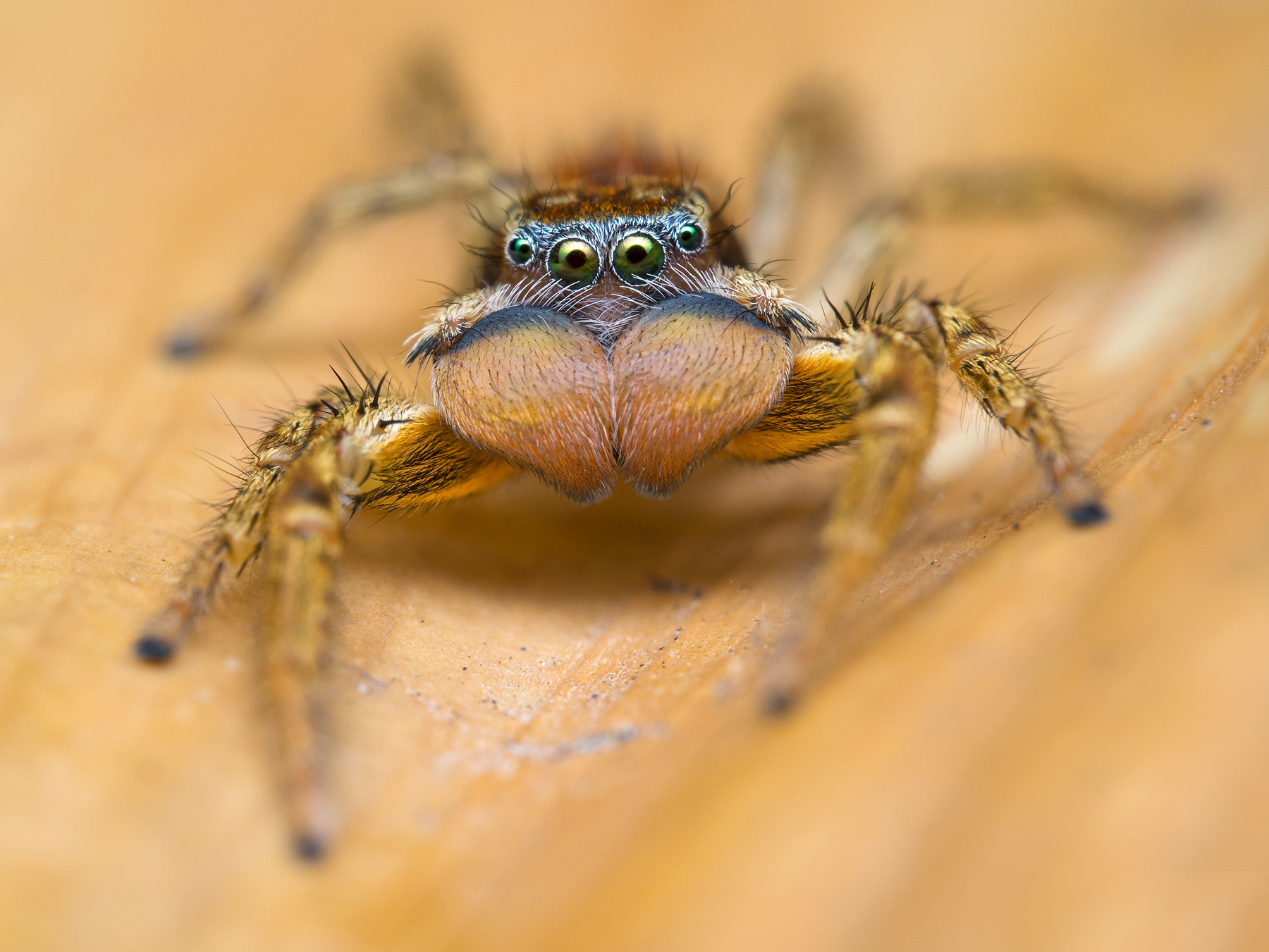
Männchen des Goldband-Streckspringers (M. promatia) mit stark vergrößerten Bulbi

Mit einer Körperlänge von vier bis 12 Millimetern zählen zu den Echten Streckspringern vergleichsweise große Springspinnenarten. Das Prosoma (Vorderkörper) ist robust und breit gebaut und das Sternum (Brustschild des Prosomas) ist bei allen Echten Streckspringern von ovaler Form.
Die Beinformel, also die Reihenfolge des von der höchsten bis zur niedrigsten Länge ausfallenden Beinpaares beträgt 4-1-2-3. Das erste Beinpaar fällt gegenüber den anderen durch seinen kräftigeren Aufbau und die dunklere Färbung auf.
Das Opisthosoma (Hinterleib) der Echten Streckspringer fällt durch seine besonders durch den entsprechend dem Trivialnamen der Gattung langgestreckten Aufbau auf, das dorsoventral (vom Rücken zum Bauch hin) betrachtet besonders bei der Rindenspringspinne (M. muscosa) und dem Strahlenstreckspringer (M. radiata) abgeflacht erscheint. Außerdem ist dieser Abschnitt bei den Vertretern der Gattung nicht selten auffällig gezeichnet.

### Genitalmorphologische Merkmale

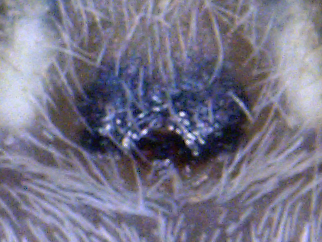
Epigyne von Marpissa pikei

Die Bulbi (männliche Geschlechtsorgane) entspringen bei den vier mitteleuropäischen Arten der Echten Streckspringer von einer Chitinplatte besitzen allesamt je eine kräftige Tibiaapophyse (chitinisierter Fortsatz). Dieser entgegen steht eine weitere von der Basis des Cymbium (letztes Sklerit und Einfuhrorgan eines Bulbus) ausgehende, nach proximal (zur Körpermitte hin) weisende Apophyse.
Die Epigyne (weibliches Geschlechtsorgan) der Echten Streckspinner besitzen kein medianes Septum (Trennwand). Die Vulva besteht aus langen und gewundenen Schläuchen. Auch sind die Samenleiter lang und ihr Verlauf erinnert an den einer Mäander (Flussschlinge), während die Kanäle der Spermatheken (Samentaschen) eher kurz sind.

### Ähnliche Arten

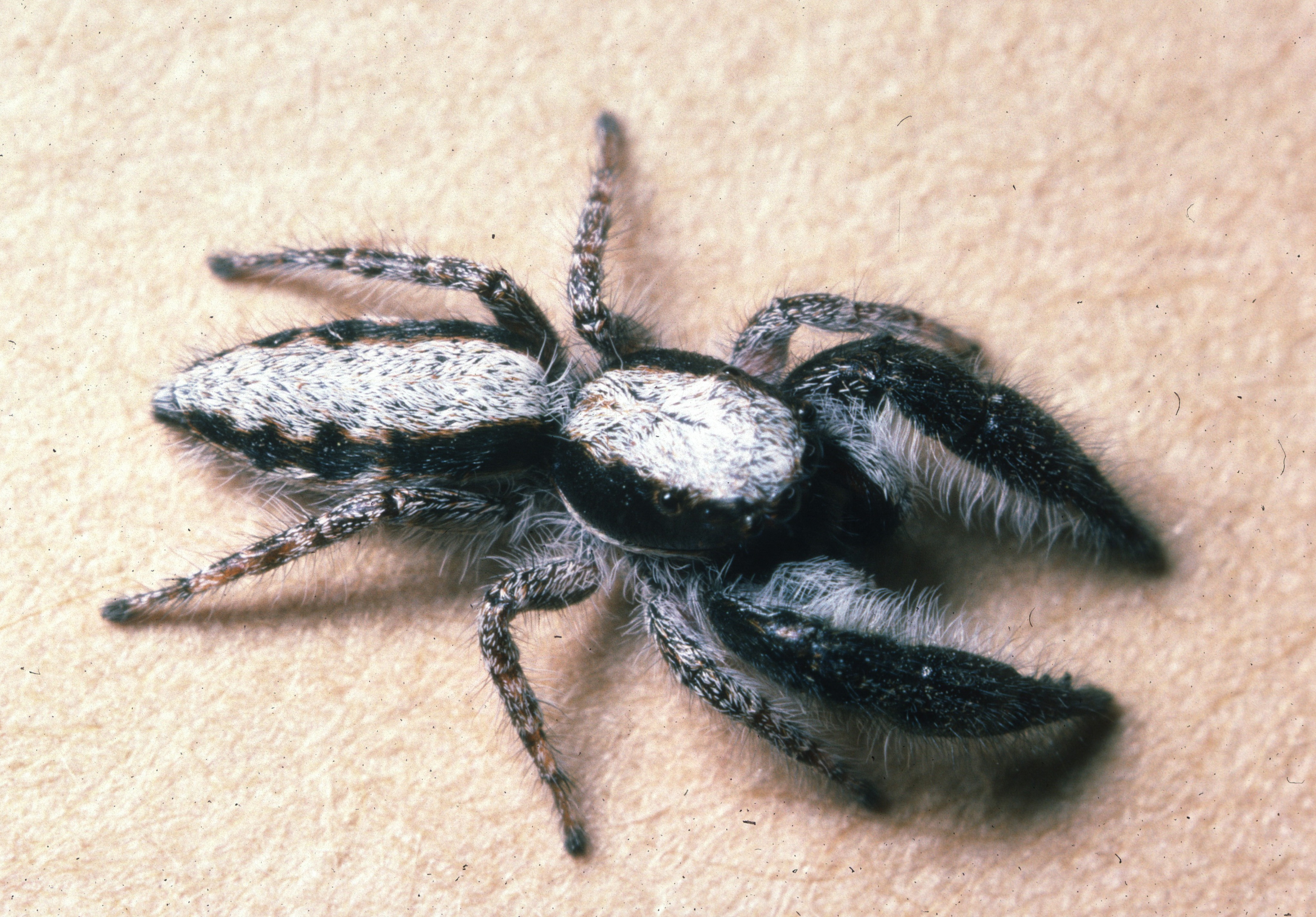
Männchen von Paramarpissa tibialis

Die Echten Streckenspringer erhalten durch ihren charakteristischen Körperbau ein besonderes Erscheinungsbild, was die vielerorts unverwechselbar werden lässt. Ihnen ähnlich sehen etwa die Arten der in Nordamerika vertretenen Gattung Paramarpissa und entfernt die der im gleichen Kontinent vorhandenen Gattung Hentzia. Die Arten dieser drei Gattungen haben ein abgeflachtes Opisthosoma und ein verdicktes erstes Beinpaar.

## Vorkommen

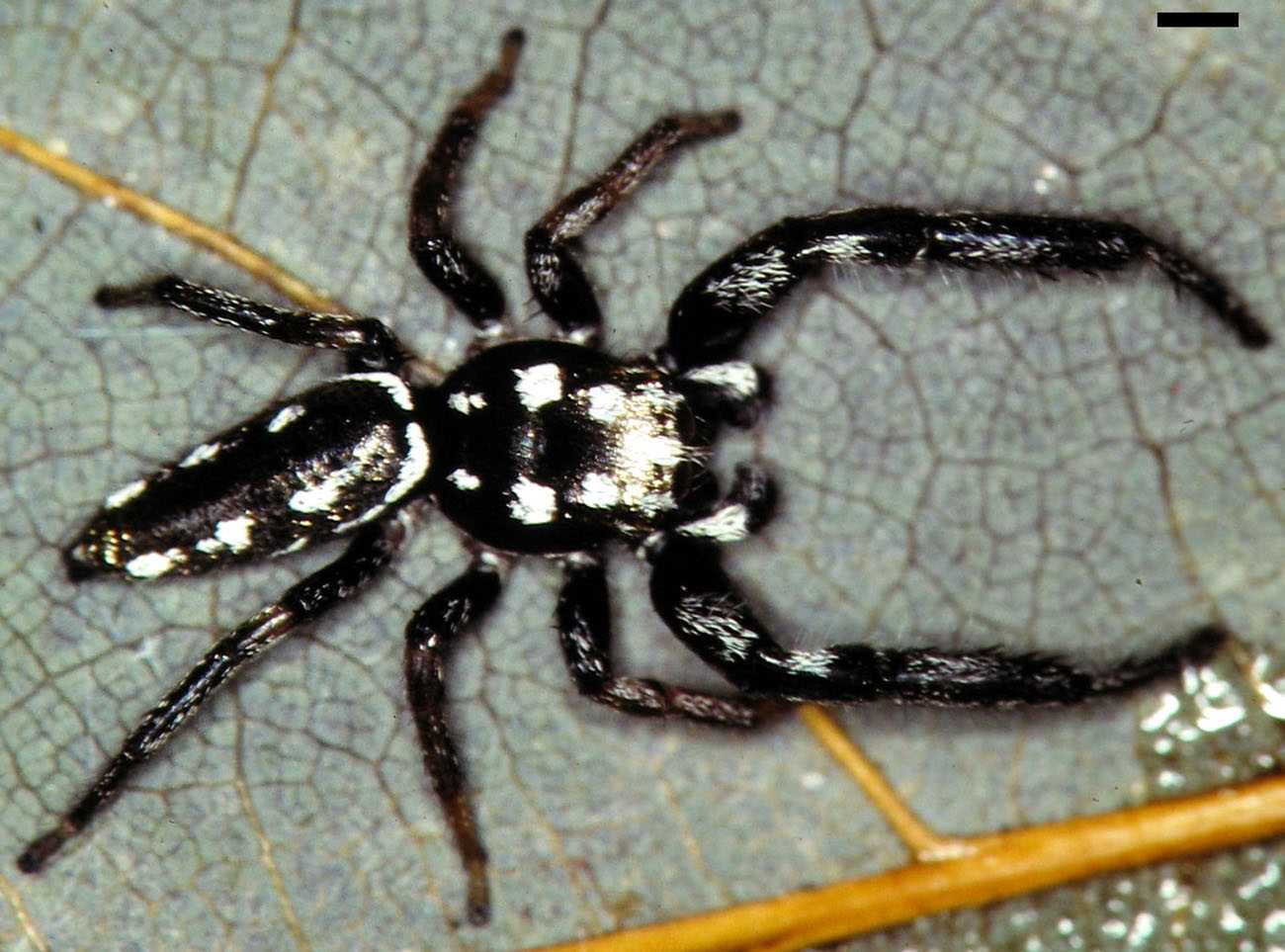
Markant gefärbtes Männchen der Art Marpissa bina, gefunden in der Stadt Gainesville im US-Staat Florida.

Die Echten Streckspringer sind mit Ausnahme der Antarktika in allen Kontinenten vertreten. Dabei ist die überwiegende Mehrheit der Gattung in der Holarktis präsent. Nur wenige besiedeln die Südhalbkugel.

### Arten im deutschsprachigen Raum

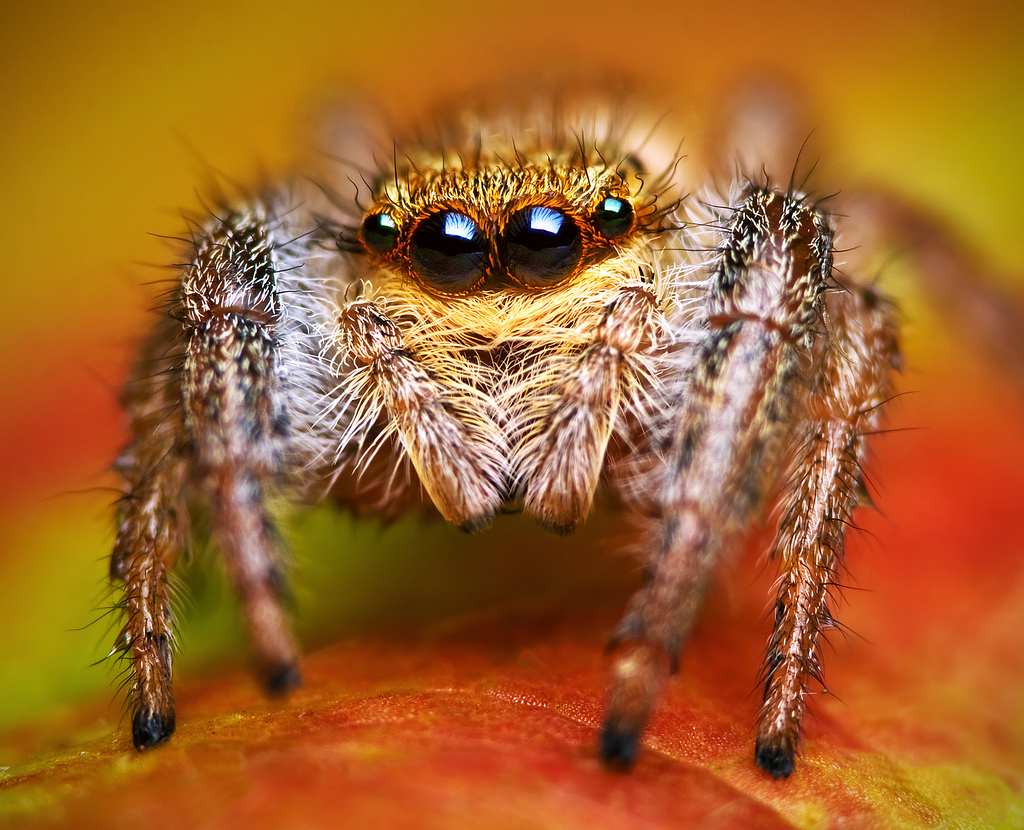
Der Strahlenstreckspringer (M. radiata) ist eine von vier auch in Mitteleuropa vorkommenden Arten der Gattung.

Vier Arten der Echten Streckspringer sind in Mitteleuropa und somit auch im deutschsprachigen Raum vertreten. Diese Arten und die jeweils deutschsprachigen Länder, in denen sie vorkommen, sind folgende:
- Rindenspringspinne (Marpissa muscosa) – Deutschland, Österreich & die Schweiz
- Nivoys Streckspringer (M. nivoyi) – Deutschland, Österreich & die Schweiz
- Goldband-Streckspringer (M. promatia) – Deutschland & die Schweiz
- Strahlenstreckspringer (M. radiata) – Deutschland, Österreich & die Schweiz

### Lebensräume

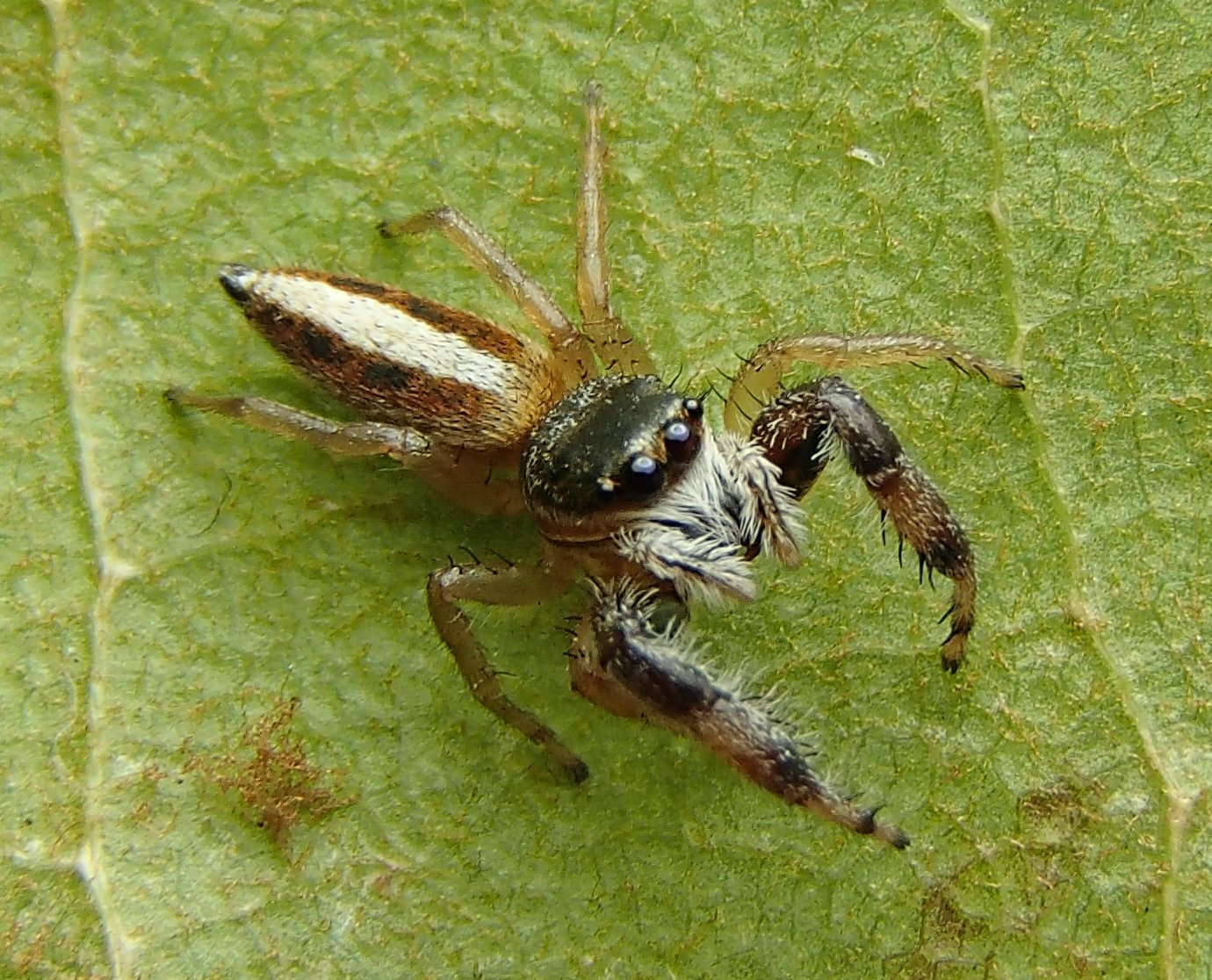
Weibchen von Marpissa formosa im Blattwerk

Die Habitate (Lebensräume) der Echten Streckspringer können unterschiedlich sein. Während etwa die Rindespringspinne (M. muscosa) sowohl unter als auf der Rinde diverser Bäume vorfindbar ist, so ist der Strahlenstreckspringers (M. radiata) überwiegend in Röhricht-Arealen in Mooren nachgewiesen. Der Goldband-Streckspringer ist an Nadelbäumen und unter Rinde im Gras, in Moor- und Heidelandschaften vorfindbar, während Nivoys Streckspringer (M. nivoyi) bevorzugt verschiedene Strandhafer (Ammophila) auf Sandhügeln in Küstenregionen genauso wie Moorlandschaften bewohnt.

### Bedrohung und Schutz
Die Bedrohung der Populationen einzelner Echter Streckspringer variiert je nach Art, einige sind von Bestandsrückgängen betroffen. In der Roten Liste gefährdeter Arten Tiere, Pflanzen und Pilze Deutschlands etwa gilt die anpassungsfähige Rindenspringspinne (M. muscosa) nicht als bedroht, während Nivoys Streckspringer (M. nivoyi) und der Strahlenstreckspringer (M. radiata), die deutlich seltener sind, in die Kategorie 3 („gefährdet“) und der stark bedrohte Goldband-Streckspringer (M. promatia) in die Kategorie 2 („stark gefährdet“) gestuft wird.

## Lebensweise

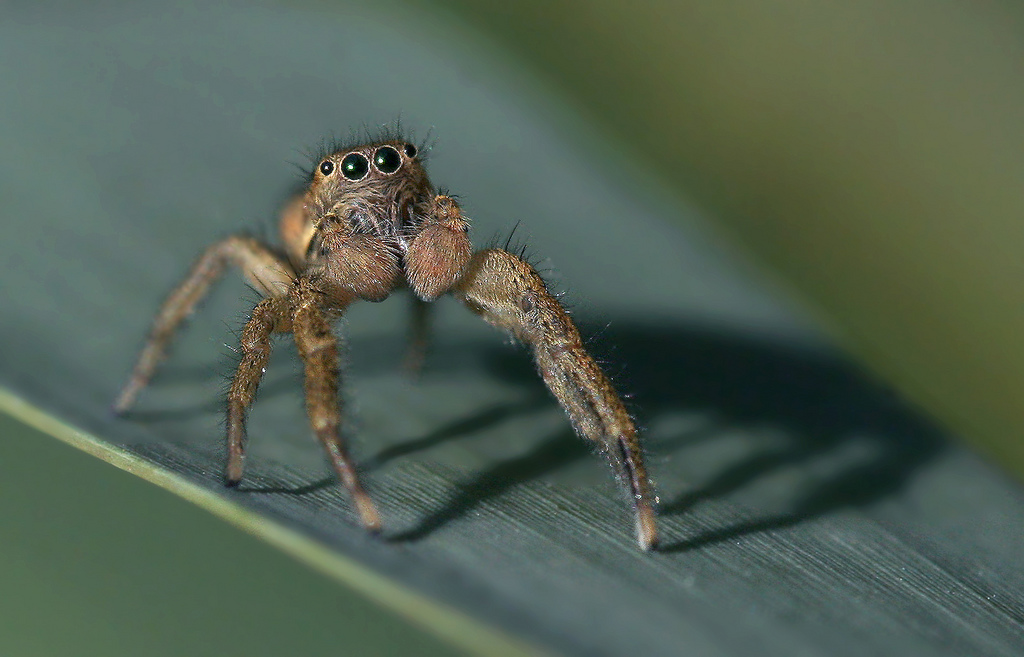
Aktives Männchen des Strahlenstreckspringers (M. radiata) am Tag

Die Lebensweise der Echten Streckspringer entspricht der anderer Springspinnen (Salticidae), womit auch sie tagaktiv sind und sackförmige Wohngespinste sowohl für die Nacht als auch für Häutungen und Überwinterungen anlegen.

### Jagdverhalten

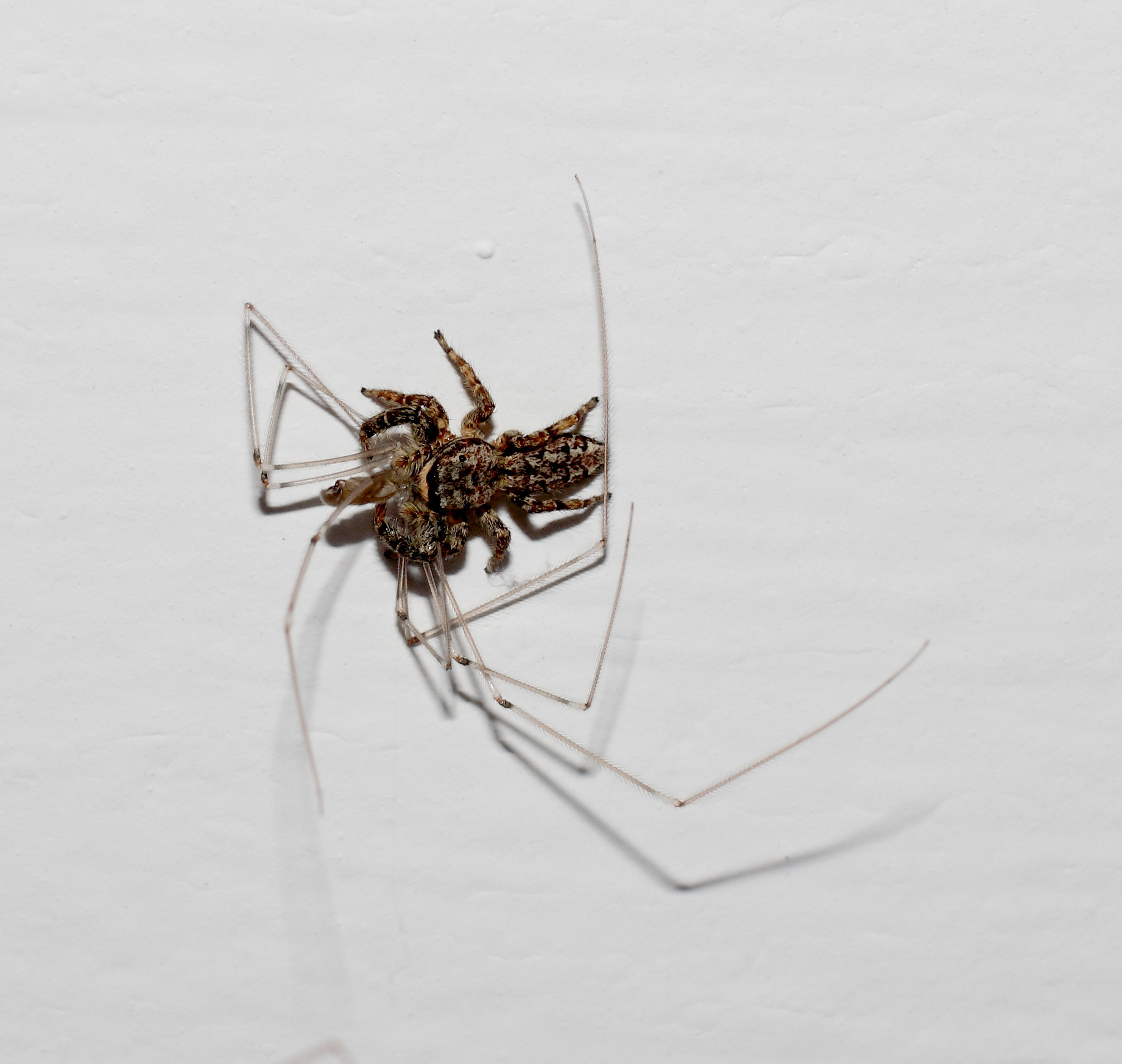
Weibliche Rindenspringspinne (M. muscosa) mit erbeuteter Zitterspinne

Das Jagdverhalten der Echten Streckspringer gleicht ebenfalls dem anderer Springspinnen, womit auch sie ohne Spinnennetz, sondern freilaufend als Lauerjäger andere Gliederfüßer erbeuten. Dabei kommen auch bei den Arten dieser Gattung die sehr gut entwickelten Augen zum Einsatz, mit denen die Beute erkannt und deren Entfernung abgeschätzt wird, ehe die Spinnen diese direkt anspringen und mit einem mittels der Cheliceren (Kieferklauen) versetzten Giftbiss außer Gefecht setzen. Ein von den Jägern gespannter Sicherheitsfaden verhindert einen Fall.

### Lebenszyklus

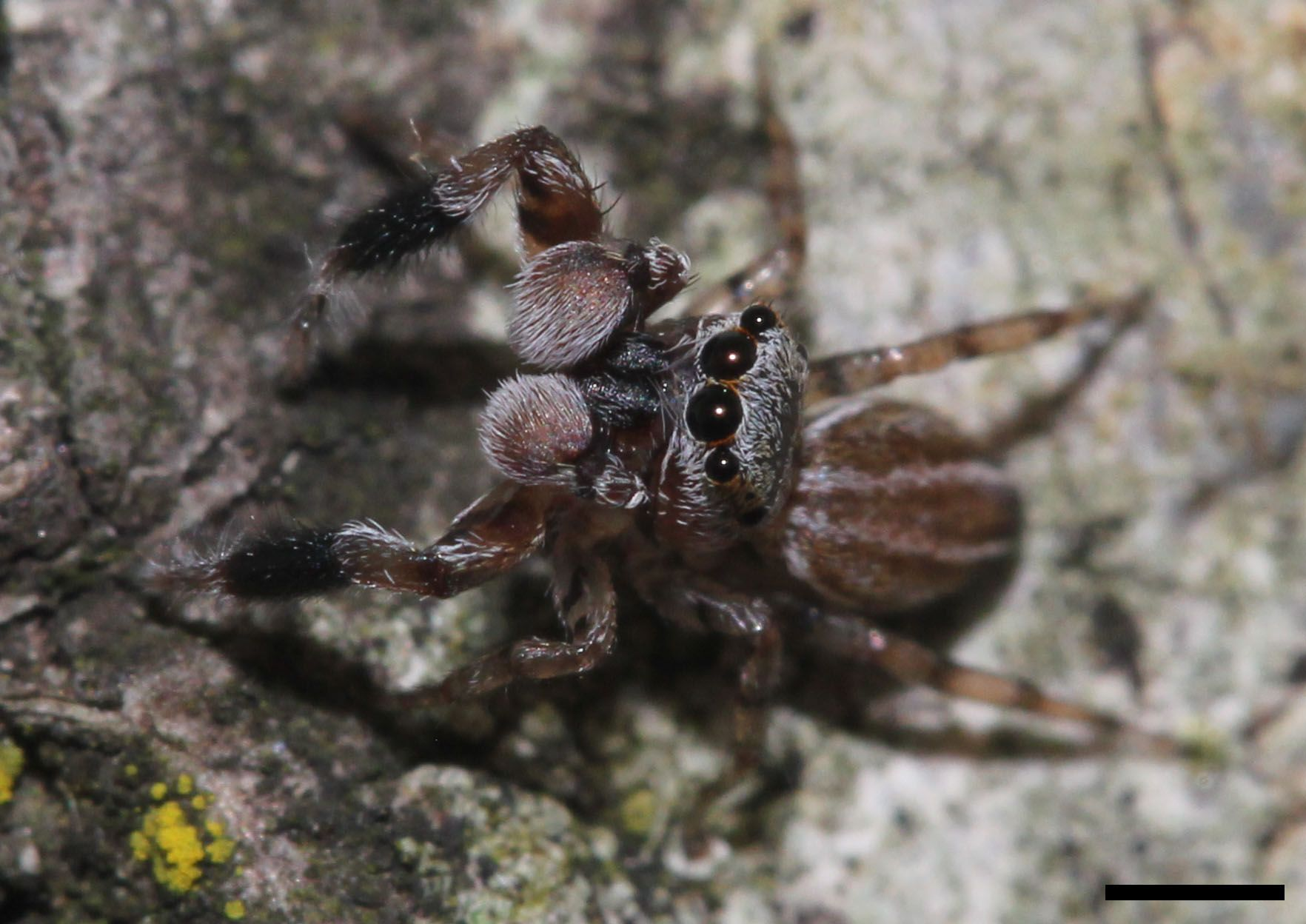
Männchen von Marpissa lineata

Der Lebenszyklus ist ebenfalls mit dem anderer Springspinnen identisch und gliedert sich wie bei Spinnen üblich über mehrere Phasen, die bei den in den gemäßigten Klimazonen von den Jahreszeiten beeinflusst werden. Hat ein paarungswilliges Männchen ein ausgewachsenes Weibchen gleicher Art ausfindig gemacht, beginnt es mit einem für Springspinnen typischen Balztanz. Erwidert dieses die Annäherungsversuche des Männchens, kommt es zur eigentlichen Paarung.
Das Weibchen legt einige Zeit nach der Paarung einen oder mehrere Eikokons an, die es in seinem Wohngespinst deponiert. Die Jungtiere wachsen selbstständig heran und erlangen ihre Geschlechtsreife bei den in gemäßigten Klimazonen verbreiteten Arten nach einer Überwinterung im Folgejahr.

## Systematik
Die Gattung der Echten Streckspringer wurde 1846 von Carl Ludwig Koch erstbeschrieben. Ihre Typusart ist die Rindenspringspinne (M. muscosa).

### Arten
Der World Spider Catalog listet für die Gattung Marpissa 45 Arten. Diese und ihre globalen Verbreitungen sind:
- Marpissa agricola (Peckham & Peckham, 1894) – Brasilien
- Marpissa armifera Urquhart, 1892 – Neuseeland
- Marpissa balcanica (Kratochvíl, 1932) – Kroatien
- Marpissa bina (Hentz, 1846) – Vereinigte Staaten
- Marpissa bryantae (Jones, 1945) – Vereinigte Staaten
- Marpissa carinata Butt & Beg, 2000 – Pakistan
- Marpissa dayapurensis Majumder, 2004 – Indien
- Marpissa decorata Tikader, 1974 – Indien
- Marpissa dentoides Barnes, 1958 – Vereinigte Staaten
- Marpissa endenae Biswas & Biswas, 1992 – Indien
- Marpissa formosa (Banks, 1892) – Vereinigte Staaten
- Marpissa fornicis (Dyal, 1935) – Pakistan
- Marpissa gangasagarensis Majumder, 2005 – India
- Marpissa grata (Gertsch, 1936) – Vereinigte Staaten
- Marpissa hieroglyphica Taczanowski, 1878 – Peru
- Marpissa insignis Butt & Beg, 2000 – Pakistan
- Marpissa kalapani Tikader, 1977 – Andamanen
- Marpissa kalighatensis Biswas & Biswas, 1992 – Indien
- Marpissa lakshmikantapurensis MMajumder, 2004 – Indien
- Marpissa lineata (C. L. Koch, 1846) – Vereinigte Staaten
- Marpissa linzhiensis Hu, 2001 – China
- Marpissa longiuscula (Simon, 1871) – Ukraine
- Marpissa manipuriensis Biswas & Biswas, 2004 – Indien
- Marpissa mashibarai Baba, 2013 – Korea, Japan
- Marpissa milleri (Peckham & Peckham, 1894) – Russland (Fernosten), China, Korea, Japan
- Marpissa mirabilis Butt & Beg, 2000 – Pakistan
- Marpissa mizoramensis Biswas & Biswas, 2007 – Indien
- Rindenspringspinne (M. muscosa) (Clerck, 1757) – Paläarktis
- Marpissa mystacina Taczanowski, 1878 – Peru
- Marpissa nitida Hu, 2001 – China
- Nivoys Streckspringer (Marpissa nivoyi) (Lucas, 1846) – Paläarktis
- Marpissa nutanae Biswas & Biswas, 1984 – Indien
- Marpissa obtusa Barnes, 1958 – Vereinigte Staaten
- Marpissa pauariensis Biswas & Roy, 2008 – Indien
- Marpissa pikei (Peckham & Peckham, 1888) – Vereinigte Staaten, Kuba
- Goldband-Streckspringer (M. pomatia) (Walckenaer, 1802) – Paläarktis
- Marpissa prathamae Biswas & Biswas, 1984 – Indien
- Marpissa proszynskii Biswas & Begum, 1999 – Bangladesch
- Marpissa pulla (Karsch, 1879) – Russland (Fernost), China, Taiwan, Korea, Japan
- Strahlenstreckspringer (M. radiata) (Grube, 1859) – Paläarktis
- Marpissa raimondi Taczanowski, 1878 – Peru
- Marpissa robusta (Banks, 1906) – Vereinigte Staaten
- Marpissa rubriceps Mello-Leitão, 1922 – Brasilien
- Marpissa singhi Monga, Singh & Sadana, 1989 – Indien
- Marpissa soricina (Thorell, 1899) – Kamerun
- Marpissa sulcosa Barnes, 1958 – Vereinigte Staaten
- Marpissa tenebrosa Butt & Beg, 2000 – Pakistan
- Marpissa tigrina Tikader, 1965 – Indien
- Marpissa tikaderi Biswas, 1984 – Indien
- Marpissa yawatai Baba, 2013 – Japan
- Marpissa zaitzevi Mcheidze, 1997 – Georgien

### Synonymisierte Arten
Einige ehemalige den Echten Streckspringern zugehörig gewesenen Arten wurden mit anderen innerhalb dieser synonymisiert, womit sie nicht mehr als eigenständige Arten angesehen werden. Dabei handelt es sich um folgende:
- Marpissa dybowskii (Kulczyński, 1895) = synonymisiert mit Marpissa milleri (Logunov, 1999).
- Marpissa koreanica Schenkel, 1963 = synonymisiert mit Marpissa milleri unter Wesołowska, 1981b.
- Marpissa magna Kishida, 1910 = synonymisiert mit Marpissa milleri unter Logunov, 1999.
- Marpissa nigrifrontis (Saito, 1939) = synonymisiert mit Marpissa milleri unter Logunov, 1999.
- Marpissa pratensis (Taczanowski, 1867) = synonymisiert mit dem Strahlenstreckspringer (M. radiata) unter Prószyński & Starega, 1971.
- Marpissa roemeri Strand, 1906 = synonymisiert mit Marpissa milleri unter Bohdanowicz & Prószyński, 1987.
- Marpissa wallacei Barnes, 1958 = synonymisiert mit dem Strahlenstreckspringer unter Logunov, 1999.

### Nonima dubia
Folgende Arten innerhalb der Gattung der Echten Streckspringer verloren ihren Artstatus und gelten somit als Nomen dubium. Die Arten sind:
- Marpissa capensis C. L. Koch, 1846 – aufgelöst unter Roewer, 1955.
- Marpissa cineracea Urquhart, 1891 : - aufgelöst unter Roewer, 1955.
- Marpissa elata (Thorell, 1881) – aufgelöst unter Roewer, 1955.
- Marpissa leucophaeum Urquhart, 1888 – aufgelöst unter Roewer, 1955.
- Marpissa marina (Goyen, 1892) – aufgelöst unter Roewer, 1955.
- Marpissa nannodes (Thorell, 1892) – aufgelöst unter Roewer, 1955.
- Marpissa nemoralis Urquhart, 1892 – aufgelöst unter Roewer, 1955.
- Marpissa stuhlmanni Bösenberg & Lenz, 1895 – aufgelöst unter Roewer, 1955.